# Indotipula laffooniana
Indotipula laffooniana là một loài ruồi trong họ Ruồi hạc (Tipulidae). Chúng phân bố ở miền Australasia.